# Poplar River (Winnipegsee)
Der Fluss Poplar River ist ein Fluss in den kanadischen Provinzen Ontario und Manitoba.
Er hat seinen Ursprung im Nordwesten des Kenora District in Ontario. Er fließt in westlicher Richtung zum Winnipegsee. Der Flusslauf liegt in einem der letzten weitgehend unberührten und intakten borealen Wälder. 
Die Ojibwe nannten den Fluss Negginan, was so viel bedeutet wie „meine Heimat“. 
Der Fluss durchfließt ursprüngliche Wälder und Seen und wird von naturbelassenen Bächen gespeist.
Das Einzugsgebiet stellt das traditionelle Land der Poplar River First Nation dar. 
Die Ojibwe nutzen immer noch die Gegend zur Jagd, Fischerei und zum Sammeln von Kräutern. 
Die Gemeinde der First Nation hat das Gebiet mit Unterstützung der Provinzregierung von Manitoba zu einem Schutzgebiet erklärt. Der Unterlauf des Flusses verläuft nun innerhalb der Poplar/Nanowin Rivers Park Reserve.
Das Flusssystem des Poplar River ist Bestandteil eines Vorschlags für eine neue Stätte des UNESCO-Welterbes, um die große intakte Wildnis zwischen Winnipegsee und dem westlichen Ontario dauerhaft zu schützen.
Es gibt keine größeren Minen, Hauptstraßen, Wasserkraftwerke oder Baumfällflächen im Einzugsgebiet des Poplar River. Das Gebiet bildet den Lebensraum für Waldkaribu und andere gefährdete Waldtiere. Zahlreiche archäologische Stätten zeugen von der Bedeutung der Region für die First Nations.  
Der Poplar River ist ein beliebtes Ziel für Angler, Kanuten und andere Formen von Öko-Tourismus.
Es gibt viele Stromschnellen und Wasserfälle entlang dem Fluss. 